# Ibn Khordadbeh
Abu'l-Qasim Ubaydallah ibn Abdallah ibn Khordadbeh (în  ابوالقاسم عبیدالله ابن خرداذبه;; 820/825-913), cunoscut și sub numele de Ibn Khordadbeh a fost un înalt oficial persan, birocrat și geograf din Califatul Abbasid. Este autorul celei mai vechi cărți arabe de geografie administrativă care au supraviețuit.

## Biografie
Ibn Khordadbeh a fost fiul lui Abdallah ibn Khordadbeh, care guvernase regiunea Tabaristan, din nordul Iranului, în timpul califului abbasid Al-Mamun (care a domnit în perioada 813–833), iar în 816/17 a cucerit regiunea învecinată Deylam. În timpul conducerii sale l-a respins pe Shahriyar I (care a domnit în perioada 817–825), conducătorul dinastiei Bavand din ținuturile înalte ale Tabaristanului. Bunicul lui Ibn Khordadbeh a fost Khordadbeh, un fost zoroastrian care a fost convins de barmakizi să se convertească la islam. Este posibil să fi fost aceeași persoană cu Khordadbeh al-Razi, care îi furnizase lui Abu'l-Hasan al-Mada'ini (decedat în 843) detaliile privind fuga ultimului împărat sasanid Yazdegerd al III-lea în timpul cuceririi arabe a Iranului. Ibn Khordadbeh s-a născut în 820 sau 825 în provincia estică Khurasan, dar a crescut în orașul Bagdad. Acolo a primit o educație cultivată și a studiat muzica cu proeminentul cântăreț Ishaq al-Mawsili, un prieten al tatălui său. Când Ibn Khordadbeh a devenit major, a fost în numit serviciul poștal și de informații califal în provincia centrală Jibal și, în cele din urmă, în Samarra și Bagdad.

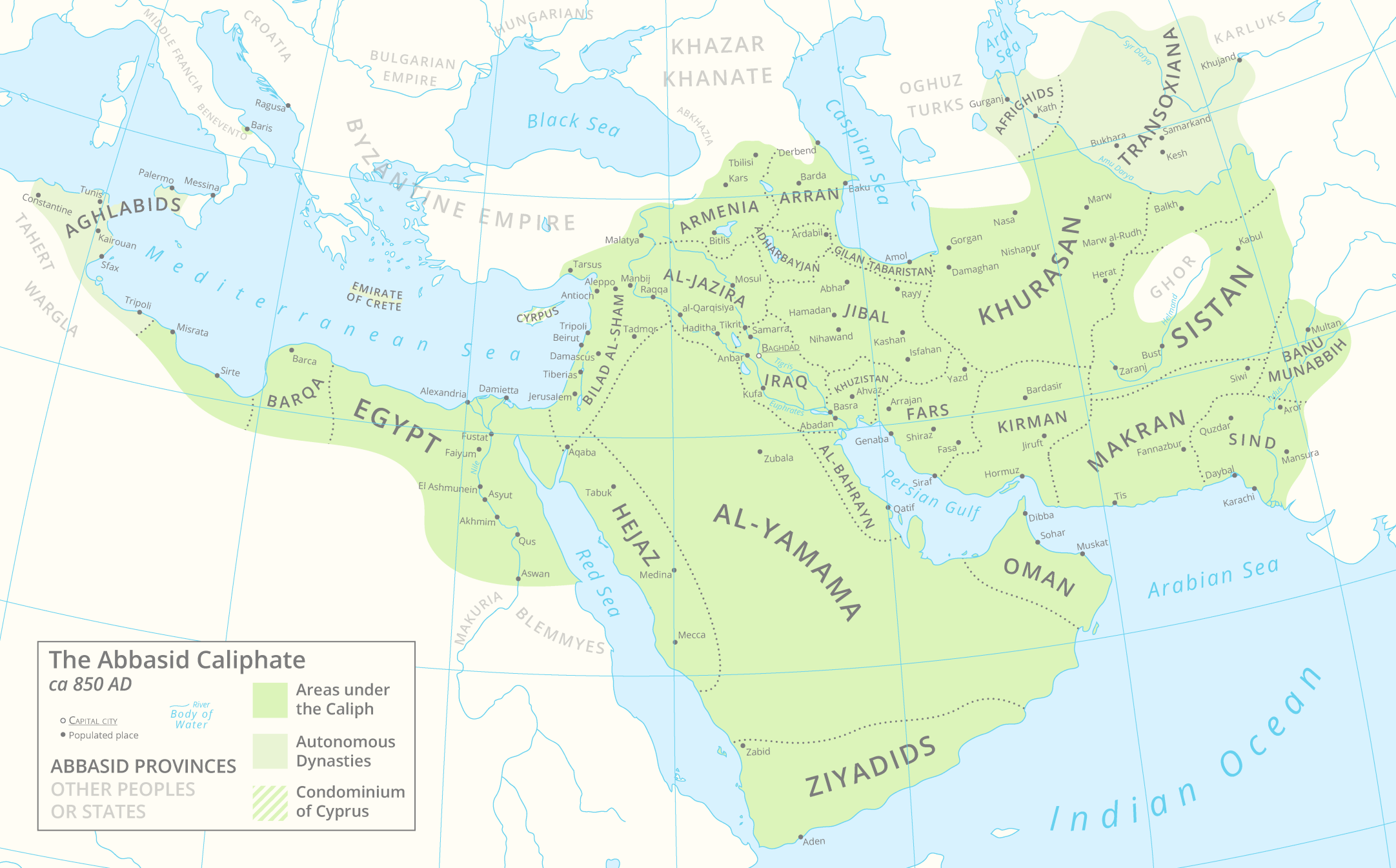
Califatul Abbasid în jurul anului 850

În jurul anului 870, ibn Khordadbeh a scris Kitāb al Masālik w’al Mamālik (Cartea drumurilor și a regatelor) (a doua ediție a cărții fiind publicată în 885). În această lucrare, ibn Khordadbeh a descris diferitele popoare și provincii din Califatul Abbasid. Alături de hărți, cartea include și descrieri ale pământului, oamenilor și culturii coastei Asiei de Sud până în Brahmaputra, Insulele Andaman, Malaysia peninsulară și Java. China din timpul dinastiei Tang, Silla Unificată (Coreea) și Japonia sunt și ele menționate în lucrarea sa. A fost, de asemenea, unul dintre primii scriitori musulmani care au consemnat comerțul cu vikingi în est: „negustorii numiți Rus făceau comerț în Marea Neagră și Marea Caspică, transportându-și mărfurile cu cămilele până la Bagdad”.
Ibn Khordadbeh menționează clar Waqwaq de două ori: la est de China sunt ținuturile Waqwaq, care sunt atât de bogate în aur încât locuitorii fac din acest metal lanțurile pentru câinii lor și zgarda pentru maimuțele lor. Ei fac tunici țesute cu aur. Acolo se găsește lemn de abanos excelent. Și din nou: aurul și abanosul sunt exportate din Waqwaq.
Claudius Ptolemeu, istoria greacă și preislamică iraniană au o influență clară asupra lucrării.
Este una dintre puținele surse care au supraviețuit care descriu comercianții evrei cunoscuți ca radhaniți.
Khordadbeh a scris și alte cărți. El a scris alte 8–9 cărți despre multe subiecte, cum ar fi „geografia descriptivă” (cartea Kitāb al Masālik w'al Mamālik), „etichete pentru ascultarea muzicii”, „genealogia persană”, „gătit”, „băutură”, „tipare astrale”, „binefăcători”, „istoria lumii”, „muzică și instrumente muzicale”. Cartea despre muzică a avut titlul Kitāb al-lahw wa-l-malahi, care se referă la subiecte muzicale ale Iranului pre-islamic.